# (4479) Charlieparker
(4479) Charlieparker ist ein Hauptgürtelasteroid der am 10. Februar 1985 von Henri Debehogne von der Europäischen Südsternwarte aus entdeckt wurde.
Der Asteroid wurde nach dem US-amerikanischen Jazzmusiker Charlie Parker (1920–1955) benannt.